# Toxicocalamus grandis
Espèce
Synonymes
- Apistocalamus grandis Boulenger, 1914

Toxicocalamus grandis est une espèce de serpents de la famille des Elapidae.

## Répartition
Cette espèce est endémique de Nouvelle-Guinée occidentale en Indonésie.

## Description
L'holotype de Toxicocalamus grandis, une femelle, mesure 940 mm dont 80 mm pour la queue. Cette espèce a le dos brun foncé avec des taches blanches irrégulières et la face ventrale blanche.

## Étymologie
Son nom d'espèce, du latin grandis, « grand », lui a été probablement donné en référence à sa taille.

## Publication originale
- Boulenger, 1914 : An annotated list of the batrachians and reptiles collected by the British Ornithologists' Union Expedition and the Wollaston Expedition in Dutch New Guinea. Transactions of the Zoological Society of London, vol. 20, n. 5, p. 247-274  (texte intégral).